# Nicole Reinhart
Nicole Reinhart (* 3. Juni 1976 in Macungie; † 17. September 2000 in Cambridge) war eine US-amerikanische Radrennfahrerin.
Schon als Jugendliche und Juniorin errang Nicole Reinhart mehrfach US-amerikanische Meistertitel. 1995 gewann sie zwei Goldmedaillen bei den Panamerikanischen Spielen in Mar del Plata, im Sprint und im Straßenrennen, sowie Bronze im Punktefahren. 1996 gewann sie das Straßenrennen der Frauen bei den Panamerikanischen Meisterschaften. Ihre beiden ersten nationalen Titel bei den Frauen holte sie 1997, als sie Meisterin im Sprint sowie im 500-Meter-Zeitfahren auf der Bahn wurde.
Im Jahr 2000 verunglückte Nicole Reinhart tödlich während eines Rundstreckenrennens in Arlington. Sie stieß mit ihrem linken Pedal gegen eine Betonabgrenzung, wurde vom Rad und gegen einen Baum geschleudert. Zu diesem Zeitpunkt führte sie nach drei gewonnenen Rennen im BMC Software Cycling Grand Prix, der mit 250.000 Dollar dotiert war. Das Preisgeld wurde an ihre Familie übergeben, die damit die Nicole Reinhart Memorial Foundation errichtete, die junge Radsporttalente unterstützt.
2004 wurde Nicole Reinhart postum in die Hall of Fame des Valley Preferred Cycling Centers in Trexlertown aufgenommen, in dessen Nähe sie aufgewachsen war.